# Maartje Paumen

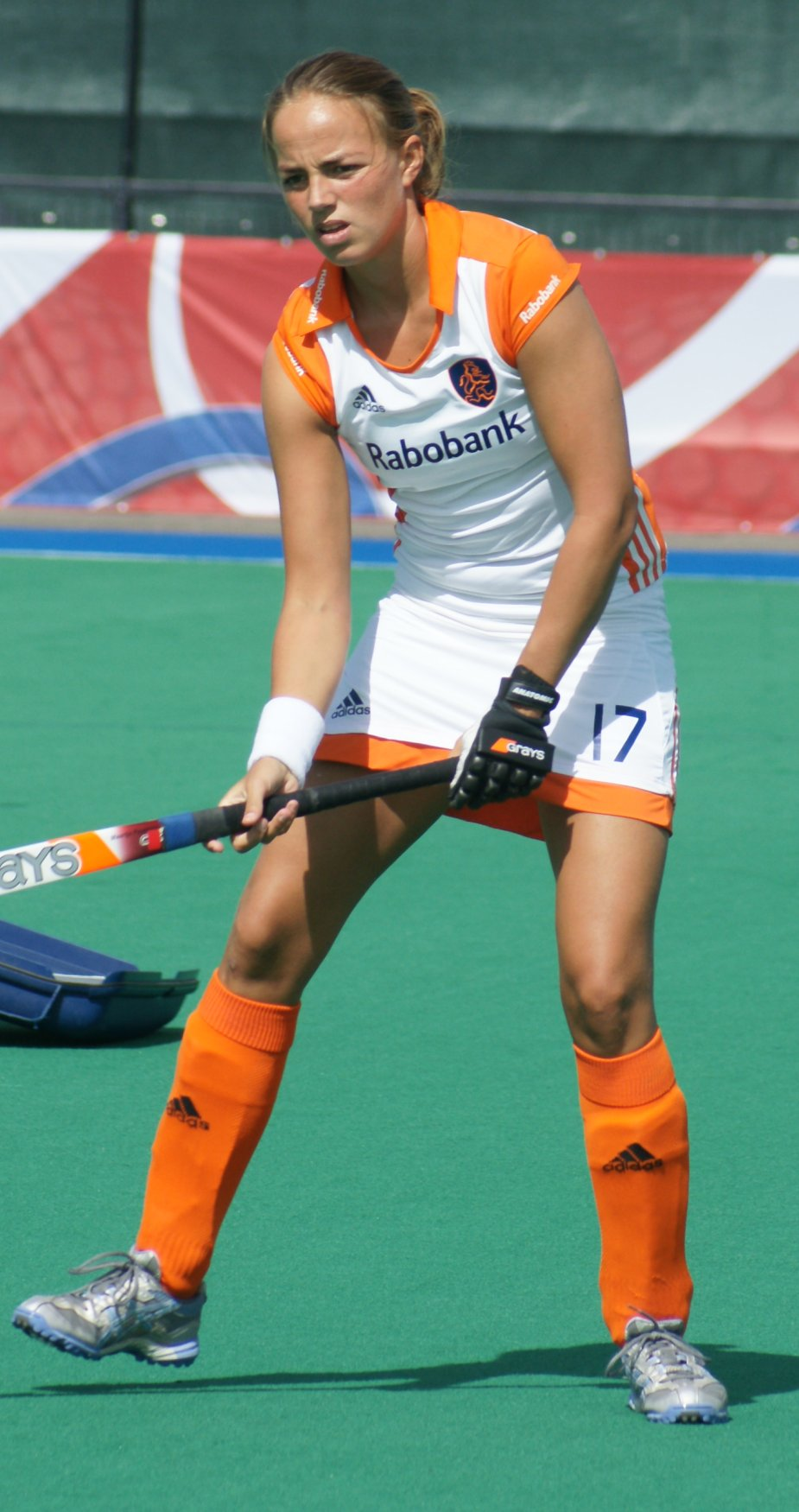
Maartje Paumen

Maartje Paumen (* 19. September 1985 in Geleen, Limburg) ist eine niederländische Hockeyspielerin.

## Leben
Als Mittelfeldspielerin spielt sie im niederländischen Verein HC ’s-Hertogenbosch. Bei den Olympischen Spielen 2008 in Peking und bei den Olympischen Spielen 2012 in London gewann sie mit der niederländischen Damenmannschaft Gold.  Bei der Feldhockey-Weltmeisterschaft der Damen 2010 war sie mit 12 Toren Torschützenkönigin.